# Gamma Leporis
Gamma Leporis (γ Lep) – gwiazda podwójna w gwiazdozbiorze Zająca, odległa od Słońca o około 29 lat świetlnych.

## Charakterystyka
Gamma Leporis to układ podwójny. Składniki o wielkości gwiazdowej 3,64 i 6,28m dzieli na niebie odległość 95 sekund kątowych (pomiar z 2012 roku), co jest odległością bliską granicy rozdzielczości oka ludzkiego, ale lepiej jest obserwować je przez lornetkę lub teleskop. W przestrzeni dzieli je co najmniej 870 au, a obieg wspólnego środka masy zajmuje im co najmniej 18 tysięcy lat.
Jaśniejszy składnik A jest gwiazdą ciągu głównego należącą do typu widmowego F6. Jest ona 2,3 razy jaśniejsza niż Słońce, ma wyższą temperaturę, równą 6440 K. Jej promień jest 1,3 razy większy niż promień Słońca, a masa o około 25% większa. Składnik B to pomarańczowy karzeł należący do typu widmowego K2. Świeci on z jasnością tylko 29% jasności Słońca, ma temperaturę około 5000 K. Gwiazda ta ma promień podobny do Słońca i masę 0,83M☉. Składnik B to gwiazda typu BY Draconis, charakteryzująca się aktywnością magnetyczną. Plamy na jej powierzchni pozwalają określić okres obrotu gwiazdy na 17 dni.
Układ ma także optyczną towarzyszkę. Gwiazda opisana jako składnik C, odległa od γ Lep B o 112,1″ (pomiar z 1999 r.) ma wielkość gwiazdową 11,31m i zupełnie odmienny ruch własny, co dowodzi, że nie jest związana z systemem.